# Joan Osborne
 (février 2018).
Si vous disposez d'ouvrages ou d'articles de référence ou si vous connaissez des sites web de qualité traitant du thème abordé ici, merci de compléter l'article en donnant les références utiles à sa vérifiabilité et en les liant à la section « Notes et références ».
Pour les articles homonymes, voir Osborne.
Joan Osborne, née Joan Elizabeth Osborne, le 8 juillet 1962 à Anchorage dans le Kentucky, est une auteur-compositrice-interprète américaine.

## Biographie
Elle n'a commencé à se produire sur scène qu'à plus de 25 ans.
Un soir dans un bar, des amis l'ont convaincue de chanter une chanson de Billie Holiday. Pendant quelques années, Osborne s'est produite de clubs en clubs, développant peu à peu son propre style, ses thématiques : intimité, sexualité, spiritualité. Son premier album live est autoproduit en 1991, Soul Show, et est enregistré dans divers bars new-yorkais. En 1994, elle sort un mini-album, Blue Million Miles, qui lui vaut de signer chez Mercury Records pour un premier véritable CD studio sorti en 1995 : Relish, contenant notamment le titre One of Us, écrite par Eric Bazilian. L'album lui vaut alors la nomination à sept Grammy Awards. La maison de disque Mercury se sépare d'Osborne après avoir republié en un double CD ses deux premiers albums (double CD Early Recordings). Cinq années après Relish, elle sort un nouvel album Righteous Love (automne 2000, Interscope Records).

## Discographie

### Albums studios
- 1995 : Relish
- 2000 : Righteous Love
- 2002 : How Sweet It Is
- 2005 : Christmas Means Love
- 2006 : Pretty Little Stranger
- 2007 : Breakfast in Bed
- 2008 : Little Wild One
- 2012 : Bring It On Home
- 2014 : Love and Hate
- 2017 : Songs of Bob Dylan
- 2020 : Trouble and Strife

### Albums Live
- 1991 : Soul Show: Live at Delta 88
- 1996 : Early Recordings

### Compilations
- 2005 : One of Us

### Single
- 1995 : One of Us